# Rumsey (California)
Rumsey es un área no incorporada ubicada en el condado de Yolo en el estado estadounidense de California.

## Geografía
Rumsey se encuentra ubicada en las coordenadas 38°53′18″N 122°14′15″O / 38.88833, -122.23750.